# …Iru!
...Iru! (…いる!) est un jeu vidéo d'aventure sorti en 1998 sur PlayStation. Le jeu a été édité par Takara.

## Système de jeu
Le personnage doit s'échapper a l'ennemi et il ne peut pas attaquer. Le joueur se déplace dans l'école à partir d'une perspective 3D, entre dans les salles de classe et d’autres salles éducatives, parle aux élèves, obtient des objets et peut effectuer une panoplie d’actions.  
Outre l'enquête principale qui est présente au cours du jeu, les conversations et l'utilisation d'objets, le joueur a des actions de base comme la marche, la course, le déplacement du point de vue ou encore l'accroupissement. 
Le protagoniste, un lycéen ordinaire sans capacités particulières, ne peut pas vaincre les monstres par lui-même mais doit trouver et utiliser des objets ou devra se cacher des monstres qui se trouve en travers de son chemin, une cinématique se lancera donc où le joueur aura un temps limité, montrer par une icône d’un ennemis qui s'approche en haut de l'écran pour pouvoir se cacher.
Si le joueur échoue, une vidéo du protagoniste en train de se faire tuer sera affichée et le jeu sera fini. 
Cette partie d'évasion se produit uniquement dans le cadre du scénario, comme la plupart du jeu, et ne se reproduira pas si la scène passe ou d'événements facultatifs.
En cas d'évasion, si le joueur s'approche d'un monstre à une certaine distance cela entraînera la fin de la partie, mais le joueur recevra des avertissements, il n'y a donc aucun danger à moins que vous ne les ignorez intentionnellement et que vous ne vous approchez de trop prêt. 
Le jeu ne contient presque pas de game over, comme des pièges surprises qui menacent la vie du protagoniste, ou une mort instantanée due à une erreur d'action .